# 색달동 다람쥐굴
색달동 다람쥐굴은 제주특별자치도 제주시 색달동 2101지선 공유수면에 있다. 2013년 11월 15일 제주특별자치도의 향토유산 제7호로 지정되었다.

## 지정 사유
색달동 2101번지 지선 앞 공유수면 단애면에 위치한 바위그늘집자리로 기원 후 100~500년전 탐라시대 토기가 출토되었으며, 오래 전부터 색달동 좀녀들이 간이 불턱으로 사용되었다.